# Challes (Sarthe)
Challes település Franciaországban, Sarthe megyében. Lakosainak száma 1161 fő (2022. január 1.). Challes Ardenay-sur-Mérize, Surfonds, Villaines-sous-Lucé, Le Grand-Lucé, Parigné-l’Évêque és Val-de-la-Hune községekkel határos.

## Népesség
A település népességének változása:
| Lakosok száma | 1248 | 1229 | 1235 | 1221 | 1228 | 1227 | 1205 | 1183 | 1161 |
|               | 2013 | 2015 | 2016 | 2017 | 2018 | 2019 | 2020 | 2021 | 2022 |